# محطة قطار عزابة
محطة عزابة هي محطة قطار جزائرية تقع بإقليم بلدية عزابة بولاية سكيكدة .

## موقع في السكك الحديدية
تَقع المحطة جنوب مدينة عزابة، على الخط الرابط بين رمضان جمال وعنابة . تسبقها محطة رمضان جمال وتتبعها محطة برحال .

## تاريخ

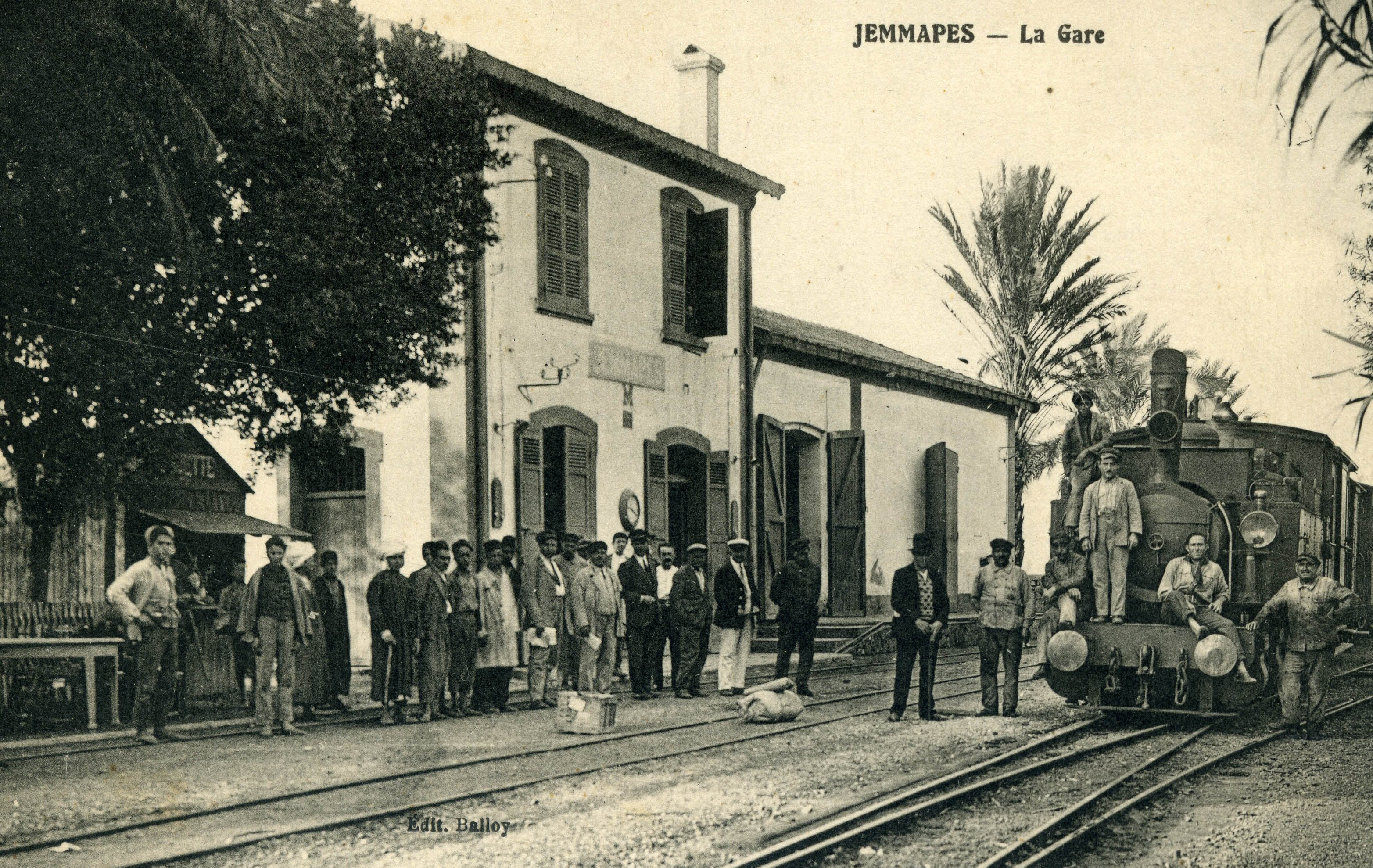
محطة جيمابيس في بدايةالقرن الـ20

تمت تسمية المحطة بـ Jemmapes (اسم مدينة Azzaba أثناء الاستعمار الفرنسي للجزائر ) في عام 1904 أثناء تمديد خط Bône - Aïn Mokra إلى Saint-Charles ( Ramdane Djamel الحالي).

## خدمة الركاب

### خدمة
تخدم المحطة قطارات طويلة المسافة على خط الجزائر - عنابة  ,  .

### مقالات ذات صلة
- خط من رمضان جميل إلى عنابة
- قائمة محطات القطارات في الجزائر

### رابط خارجي
- "SNTF". Société nationale des transports ferroviaires (SNTF). مؤرشف من الأصل في 2025-06-02..

قالب:Desserte gare/début
قالب:Desserte gare
قالب:Desserte gare/fin